# Sandys, Bermuda

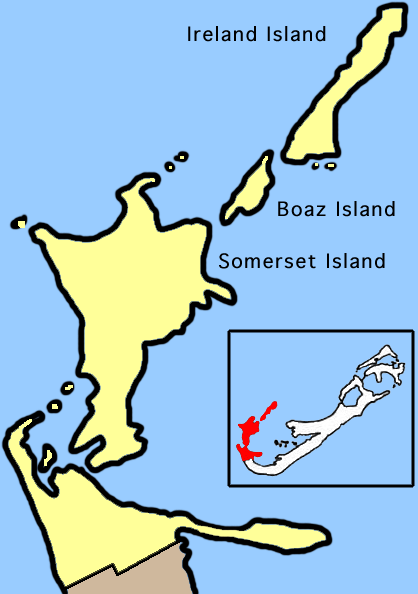
Sandys församling i Bermuda

Sandys är en församling (parish) i Bermuda. Sandys har 7 362 invånare på en yta av 6,7 km² (2012). Stadens namn är given efter den engelska aristokraten Sir Edwin Sandys (1561–1629), och det finns därför ingen apostrof i namnet. Naturliga funktioner i Sandys inkluderar Ely's Harbour, Cathedral Rocks, Daniel's Head och Mangrove Bay.
Andra anmärkningsvärda funktioner hos Sandys inkluderar Somerset Bridge, som förbinder fastlandet till Somerset Island, och den gamla Royal Naval Dockyard på Irlands ö.